# 25966 Akhilmathew
25966 Akhilmathew (tên chỉ định: 2001 FP28) là một tiểu hành tinh vành đai chính. Nó được phát hiện bởi dự án Nghiên cứu tiểu hành tinh gần Trái Đất Lincoln ở Socorro, New Mexico, ngày 19 tháng 3 năm 2001. Nó được đặt theo tên Akhil Mathew, an American high school student và finalist in the 2010 Intel Science Talent Search.